# 西永彩奈
西永 彩奈（にしなが あやな、1996年1月18日 - ）は、日本のグラビアアイドル、雑誌編集者。岡山県出身。SPJ Entertainment所属。

## 略歴
- 2008年12月にデビュー[3]。所属事務所は、メディアケード→FOUR SEASONS→フリー→estを経て、現在のSPJ[1]。
- Nicediceとして活動したが、現在は活動していない。
- ジュニア時代から活動していることもあり、イメージビデオの発売数が多く、2022年12月に40作目の作品『ひみつの取材旅行』を発売した[4]。

2014年
- 2014年9月から2015年2月にかけて開催された『ミスFLASH2015』オーディションで、ファイナルへ進出した[5]。

2017年
- 4月4日に、なかの芸能小劇場で行われた『TEPPEN.231 もちくんクレーンゲーム登場記念スペシャル』に、ばいそんと共にMCとして出演した[6][7]。

2018年
- 3月1日に後楽園ホールで行われた骨髄バンクチャリティーの格闘技興行『CHAKURIKI 3』に、三崎祐子と共にラウンドガールとして登場した[8][9]。
- 雑誌『週刊プレイボーイ』の企画「グラドルちっぱい美巨尻番付 2018年6月場所」に東の横綱として登場した[10]。

2019年
- 雑誌『週刊プレイボーイ』の企画「グラドルパンチラ番付 2019年春場所」に西の横綱として登場し[11]、横綱は2場所目。
- 6月25日に30作目のDVD『30th』を発売した[12]。
- 11月16日に『第2回サンスポGoGoクイーン』グランプリを受賞し[13][14]、2021年3月26日の2代目サンスポGoGoクイーンオンライン卒業トークイベントをもって卒業した[15]。

2020年
- 5月1日にYouTube『西永彩奈ちゃんねる』を開設し[16]、再生回数が100万回を超える動画も投稿している[17]。2021年12月23日にチャンネル登録者数が10万人を超えた[16]。

2021年
- 美尻界に多大な功績を残したグラドルとして、グラドル名尻会に殿堂入りした[18]。
- 4月23日に初めて裸身の写真集『イケナイコト』[19]を発売し、「25歳という節目でボディラインが綺麗なうちに残しておきたかった。表紙は何もつけていない全裸で、生まれたままの姿。」と語る[20][21][22]。書泉ブックタワー含む書泉店舗の2021年5月『女性タレント写真集売上ランキング』で1位となる[23]。
- 雑誌『週刊プレイボーイ』「グラドルちっぱい番付 2021年5月場所」に西の横綱として登場し[24]、横綱は3場所目。同年7月12日号に、同番付の東の横綱である船岡咲とちっぱい横綱スペシャル対談が掲載された[25]。
- 5月5日に西永彩奈offcial fanclubを開設[26]。
- 9月に自身初となる壁掛けカレンダーを発売した。同年4月に発売した写真集『イケナイコト』の未発表カットで構成され、表紙は同写真集の表紙候補だったもの[27][28]。
- 週プレNEWSの『北川昌弘が選ぶ2021年印象的だったグラドル』の総合部門で1位に選ばれた[29]。

2022年
- 6月1日、雑誌『Cream』の副編集長に就任した[30][31]。
- 雑誌『週刊プレイボーイ』で悲願の初撮り下ろし。「Cream誌の合法ロリとは異なり、週プレの撮影は自然体で髪型やメイクもナチュラルで新鮮だった。」とコメント[32]。
- 12月23日、40作目のDVD『ひみつの取材旅行』を発売した[4]。

2023年
- 2023年1月、ファッション会社『HYSTERIC GLAMOUR』のMonthly Kaiunscope Girlに選ばれた[33]。
- 『記者・編集者が選ぶグラドルアワード2022』で敢闘賞に選ばれた[34]。
- 1月15日、デザインチーム『東京サウナ大学』が渋谷ヒカリエのマーケットプレイスで開催したポップアップストアの一日店長を務めた[35][36]。
- 金のEX DVD（大洋図書）で「アイドル育成塾」の連載を始めた[37][38]。
- 期間限定でアイドルグループ『Bety』に加入した。担当カラーは紫[39][40][41]。
- 9月18日、東京渋谷の渋谷WWWにて行われたファーストワンマンライブをもって『Bety』を卒業した[42][43]。

2024年
- 2024年1月、『令和5年度岡山市二十歳の集い』で岡山ゆかりの著名人としてメッセージを寄贈した[44]。

## 人物
- 芸能デビューのきっかけは、中学1年生の時のコンテストで自分は落ちたが、その時仲良くなった人が賞をとったのが悔しく、地元の岡山から近い大阪の事務所に所属したこと[45]。
- ルックスは「合法ロリ」とも言われる。本人は胸がAカップで見た目が幼い外見は「ナチュラルロリ」と語る[46]。
- 双子の姉[47]。妹の遥奈は短期間ではあるが芸能活動を行なっていたことがあり、現在もイベントのゲストに出演することもある[48]。遥奈は学生時代に生徒会長、芸能引退後は世界を飛び回る仕事で収入は抜かれている[48][49]。
- 地元の中学校ではソフトテニス部に所属していた[50]。
- 趣味：水着収集、Tシャツ製作、動画編集[1]。水着は自宅の衣裳部屋に約200着[49]。撮影会などで被らないように集めていたらたまってしまった、着ないものは後輩に譲っている。Tシャツはファンに売却している[49]。
- 特技：濱田岳の顔真似、ソフトテニス[1]。
- 好きな食べ物：オムライス、砂肝。
- 好きな飲み物：コーヒー、紅茶、ビール。
- 好きな色：緑
- ブログや動画配信で恐竜好きを公言しており、自身が書いた恐竜イラストの水着を度々着用したり[51]、Ｔシャツやマスクも作成している[52][53][54]。期間限定で、アパレルブランド『LIVERTINEAGE』とコラボ商品を発売した[55]。
- 2019年にサンスポGoGoクイーンのグランプリを共に受賞した中崎絵梨奈とは、二人に共通する友人が居ることから、このオーディションが始まった時からずっと仲良しである[56]。
- 釣りフェスティバル2020がきっかけで2020年2月、小型船舶操縦士免許二級を取得している[57]。
- サウナが好きで、地元やDVDのロケ先周辺の施設を調べてオフに行くなど、多い時は週一ぐらいで通っている[36][58]。

### 雑誌『Cream』関連
- 2010年10月号にDVDのパブリシティーグラビアで初登場した。2012年12月号で初の撮り下ろし。通算の撮り下ろしが13回、2014年4月号から2018年4月号まで25号連続掲載、さらにクリームフォトセッション動員1位などの記録からクリームレジェンドと呼ばれている[59]。
- 創刊30周年イヤー記念として開催された『高嶺のハナちゃんオーディション』の審査員を務めた[60][61]。
- 2022年6月1日付けで副編集長に就任した[30][31]。1992年の創刊以来、副編集長になったグラドルは初[30]。きっかけは同年のエイプリルフールに「編集長になりました」とジョークツイートをしたこと。同年6月に創刊30周年を迎えるにあたり、編集長からアンバサダーの話があったことや、西永自身も編集に興味があったことなどから副編集長に就任した[2]。これは肩書だけの名誉職ではなく、キャスティング会議への参加、色校正、企画や営業回りも行うなど実際に勤務している[4]。初めて通した企画は「クリーム撮影会」[62]。
- 西永自身のプロデュース枠があり、キャスティング、衣装決め、文字の校閲及び色校など実際に編集に携わっており、新人グラドルへのポージング指導もしている[63]。
- 雑誌『週刊プレイボーイ』の企画「グラドルちっぱい番付」の東の横綱である船岡咲とコラボレーションを企画して2022年10月号で実現した[64][65]。コラボレーションが好評を得て同年12月号に追加で掲載された[66]。
- 2023年12月号から、アイドルやグラドルを招いて副編集長自らインタビューする『Ayana's Room』の連載を始めた[67]。

## 作品

### イメージビデオ
※太字タイトルはBD版同時発売
- 彩奈の日焼け跡（2009年9月25日、eic-books）[68]
- 純心美少女（2010年11月16日、アースゲート）
- 純情女子中学生宣言! Chu→Boh学園2010 春 制服&ビキニ秘蔵映像2枚組（2010年2月19日、日本メディアサプライ）
- 純情女子中学生宣言! Chu→Boh学園2011 春（2011年1月25日、EIC-BOOK）
- ボクの太陽（2011年2月25日、スパイスビジュアル）[69]
- 芽生え（2011年6月16日、アースゲート）
- 好奇心（2011年9月16日、アースゲート）
- Lovers（2011年12月16日、アースゲート）共演：百川晴香
- 現役女子高生グラビア（2012年2月25日、アイマックス）
- 純真無垢 〜ホワイトレーベル〜（2012年4月25日、アイマックス）
- 思春期（2012年7月30日、エスデジタル）
- プリンセスオールスター（2012年9月10日、ゼウス）
- pure in heart（2012年11月23日、PIXY）
- NEW KISS（2013年4月19日、スパイスビジュアル）[70]
- FLY バリッちょ☆（2013年8月30日、アクアハウス）
- 聖＊少女 妄想スケッチ Vol.6（2013年12月21日、マックス）
- 彩奈のココロへ（2014年3月28日、スパイスビジュアル）[71]
- 恋愛白書 〜いつだって僕を惑わす、ちょっと可愛い桃色天使〜（2014年6月25日、イーネット・フロンティア）[72]
- 彩色センチメント（2014年9月20日、ラインコミュニケーションズ）[73][74]
- フォーチュン（2015年1月24日、マックス）
- 放課後steady（2015年3月25日、エアーコントロール）[75]
- おしりペンペンタイム（2015年3月25日、エアーコントロール）共演：浜田由梨、神崎りのあ、山内菜緒、倖田柚希[76]
- in Bali（2015年7月25日、エアーコントロール）[77]
- ボクの彼女（2015年11月25日、エアーコントロール）[78]
- オイシイ関係（2016年1月25日、エアーコントロール）[79]
- 転校生（2016年4月25日、エアーコントロール）[80]
- カワイイ妹（2016年8月25日、エアーコントロール）[81]
- 彩奈の学校物語 （2016年11月25日、エアーコントロール）[82]
- あの夏の日（2016年12月25日、エアーコントロール）[83]
- 姉妹パラダイス 妹編（2017年7月25日、エアーコントロール）[84]
- 姉妹パラダイス 旅行編（2017年8月25日、エアーコントロール）共演：小柳歩[85]
- かてきょ（2018年2月25日、エアーコントロール）[86][87]
- 妄想インストラクター 優しく誘われて… （2018年4月25日、エアーコントロール）[88][89]
- 30th（2019年6月25日、エアーコントロール）[90][91]
- Lucky スケベ！（2020年5月26日、エアーコントロール）[92][93]
- 西永彩奈 Aircontrol 7タイトル 8時間 BEST（2020年9月25日、エアーコントロール）[94]
- Sweet Dreams（2020年10月23日、竹書房）[95][96]
- お待たせ!（2021年2月25日、フェイス）[97]
- 西永彩奈 Aircontrol 6タイトル 8時間BEST 2（2021年3月25日、エアーコントロール）[98]
- ヒメゴト（2021年5月17日、双葉社）[99][100]
- 小さい頃からありがとう。（2021年8月27日、エスデジタル）[101][102]
- チューの続き…して欲しいな（2021年11月23日、エアーコントロール）[103][104]
- 天使のイタズラ（2022年2月20日、ラインコミュニケーションズ）[105][106]
- 西永彩奈と8人の妄想（2022年5月25日、フェイス）
- イケナイ隠しごと（2022年8月18日、ギルド）[107][108]
- ひみつの取材旅行（2022年12月23日、竹書房）[109][110]
- キミワズライ（2023年3月29日、スパイスビジュアル）[111][112]
- 乙女エレジー（2023年6月27日、エアーコントロール）[113][114]
- 隣のお姉さんがドキドキさせてくる（2023年10月25日、フェイス）[115]
- 桃色スクールデイズ（2024年1月20日、ラインコミュニケーションズ）[116][117]
- 激よわ雀士（2024年4月23日、エアーコントロール）[118][119]
- 全部知ってるんだから（2024年10月25日、竹書房）[120][121]
- 素顔のひととき（2025年1月29日、スパイスビジュアル）[122][123]
- 制服コレクションFINAL（2025年4月22日、エアーコントロール）[124][125]
- Vivid（2025年9月26日、エスデジタル）[126]

### 動画配信
- 西永彩奈 A＋（2015年2月27日、エアーコントロール）
- 西永彩奈 A＋2（2015年4月3日、エアーコントロール）
- シンデレラブレイド・西永彩奈＋（2015年5月22日、エアーコントロール）
- 西永彩奈 A＋3（2015年6月5日、エアーコントロール）
- 西永彩奈 A＋4（2015年7月3日、エアーコントロール）
- 西永彩奈 A＋5（2015年7月31日、エアーコントロール）
- 西永彩奈 A＋6（2015年8月28日、エアーコントロール）
- 西永彩奈 A＋7（2015年9月4日、エアーコントロール）
- 西永彩奈 A＋8（2015年9月11日、エアーコントロール）
- 西永彩奈 A＋9（2015年10月2日、エアーコントロール）
- グラビア学園MOVIE 西永彩奈 1（2016年3月22日、グラビア学園）
- グラビア学園MOVIE 西永彩奈 2（2016年3月22日、グラビア学園）
- 必撮！まるごと☆西永彩奈【完全版】（2016年8月15日、アイロゴス）
- 制服美少女BEST 制服編（2017年5月2日、アイロゴス）
- 必撮！まるごと☆西永彩奈 2【完全版】（2017年12月1日、アイロゴス）
- 必撮！まるごと☆西永彩奈 3（2018年8月3日、アイロゴス）
- グラビア学園MOVIE 西永彩奈 3（2019年4月26日、グラビア学園）
- グラビア学園MOVIE 西永彩奈 4（2019年4月26日、グラビア学園）
- 必殺！まるごと☆西永彩奈 COMPLETE BEST（2021年11月1日、アイロゴス）
- 最高なボクの先輩！西永彩奈（2022年3月15日、ギルド）
- グラビア学園MOVIE 西永彩奈 5（2022年4月15日、グラビア学園）
- グラビア学園MOVIE 西永彩奈 6（2022年4月15日、グラビア学園）

### VR
- 白い部屋 ～あなたのそばへ～ 西永彩奈 act.1（2016年11月10日、ファンタスティカ）
- 白い部屋 ～あなたのそばへ～ 西永彩奈 act.2（2016年11月11日、ファンタスティカ）
- 白い部屋 ～あなたのそばへ～ 西永彩奈 act.3（2017年1月13日、ファンタスティカ）
- VR学園 転校生編（2018年2月16日、竹書房）共演：ジェマ・ルイーズ、浜田由梨
- VR学園 体育倉庫編（2018年2月16日、竹書房）共演：ジェマ・ルイーズ、浜田由梨
- VR学園 更衣室編（2018年2月16日、竹書房）共演：ジェマ・ルイーズ、浜田由梨
- VR学園 保健室編（2018年2月16日、竹書房）共演：ジェマ・ルイーズ、浜田由梨
- VR学園 先生編（2018年2月16日、竹書房）共演：ジェマ・ルイーズ、浜田由梨
- 教室の空気 西永彩奈 トライアル版（2018年3月9日、ファンタスティカ）
- 教室の空気 西永彩奈 act1（2018年3月16日、ファンタスティカ）
- 教室の空気 西永彩奈 act2（2018年3月23日、ファンタスティカ）
- 西永彩奈 Digital Remaster Version 〜時間を超えて〜（2018年12月4日、ファンタスティカ）
- 美少女二人がボクをめぐってエッチなバトル！「どっちが好きかはっきり言って！」西永彩奈＆小柳歩（2019年8月23日、エアーコントロール）
- 美少女二人がボクのアレを取り合い？ 舐め合い？ コレはマジでヤバい！ 西永彩奈＆小柳歩（2019年8月23日、エアーコントロール）
- 彩奈ちゃんが目の前でパンチラダンス＆一緒にお風呂でイチャイチャパスタイム（2019年8月23日、エアーコントロール）
- ヴァーチャルガールフレンド 西永彩奈【Hなメイド＆ミニスカポリス】（2020年6月29日、エアーコントロール）
- ヴァーチャルガールフレンド 小柳歩、西永彩奈【おうちデート・ベッドでイチャイチャ】（2020年7月6日、エアーコントロール）
- ヴァーチャルガールフレンド 小柳歩、西永彩奈【おうちデート・ソファでイチャイチャ】（2020年7月7日、エアーコントロール）
- 積極的すぎる放課後のカノジョ 西永彩奈（2022年2月18日、CROSSOVER）

### 写真集
- 君に、ひとめぼれ。（2011年10月1日、海王社、撮影:青山裕企）ISBN 9784-796401982 他:森下真依、相川聖奈、真野しずく、飯田ゆか
- 西永彩奈 15歳 写真集 少女伝説〜大人のふりしたあの日〜（2011年12月19日、マイウェイ出版、撮影：高橋生建）ISBN 978-4861358784
- 彩色ダイアリー（2018年9月15日、ジーオーティー、撮影：浅田直也、田村浩章、満茶）ISBN 978-4814801145
- イケナイコト（2021年4月23日、双葉社、撮影：十条アラタ）ISBN 978-4575316193

### 電子書籍
- 女子校生 キュートな瞳に誘われて（2014年10月3日、アイロゴス）
- 女子校生 こっそり見せてアゲル（2014年10月10日、アイロゴス）
- 女子校生 危険な放課後（2014年10月31日、アイロゴス）
- 女子校生 ロリピタ競泳水着（2014年11月7日、アイロゴス）
- 彩色センチメント（2014年11月21日、ラインコミュニケーションズ）
- 女子校生 同性の告白（2014年12月5日、アイロゴス）
- 女子校生 放課後の秘密（2014年12月12日、アイロゴス）
- 女子校生 西永彩奈 Complete vol.1（2015年1月30日、アイロゴス）
- 女子校生 妹の部屋（2015年2月6日、アイロゴス）
- 女子校生 いけない妹（2015年3月27日、アイロゴス）
- 女子校生 美少女とレオタード（2015年4月17日、アイロゴス）
- 女子校生 恋する乙女（2015年5月1日、アイロゴス）
- 女子校生 西永彩奈 Complete vol.2（2015年7月31日、アイロゴス）
- 思春期ビキニゾーン（2016年2月15日、グラビア学園）
- キュートでごめんね（2016年2月15日、グラビア学園）
- おてんばデリケート（2016年2月15日、グラビア学園）
- 西永彩奈 自撮り写真集（2016年6月3日、グラビア学園）
- 合法ロリ先輩の誘惑（2016年7月8日、アイロゴス）
- 女子校生 ボクの妹は合法ロリ！（2016年8月12日、アイロゴス）
- あやっちょコンプリート!!（2016年8月19日、グラビア学園）
- 西永彩奈のオフィスワーク（2016年8月26日、アイロゴス）
- 女子校生 放課後の秘め事（2016年9月16日、アイロゴス）
- 西永彩奈 BEST vol.1（2017年1月27日、アイロゴス）
- ひとり遊び（2018年3月9日、アイロゴス）
- 妹はおねだりが上手い（2018年3月16日、アイロゴス）
- 西永彩奈 BEST vol.2（2018年7月27日、アイロゴス ）
- 兄妹の秘密（2018年11月16日、アイロゴス）
- CHEERS！（2018年12月22日、アイロゴス）
- 彩色ダイアリー（2019年2月22日、ジーオーティー、撮影：浅田直也、田村浩章、満茶）
- 西永彩奈 BEST vol.3（2019年4月1日、アイロゴス）
- 【ニーソ】ヘッドホン女子（2019年5月10日、グラビア学園）
- 私服を脱いで【競泳水着】（2019年5月10日、グラビア学園）
- 【温泉浴衣】うすうすビキニ（2019年5月10日、グラビア学園）
- 西永彩奈 自撮り写真集 02（2019年6月14日、グラビア学園）
- あやっちょコンプリート!!2（2019年10月18日、グラビア学園）
- Gz PRESS デジタル写真集 No.230 西永彩奈（2020年6月13日、Gz PRESS）
- Gz PRESS デジタル写真集 No.236 西永彩奈（2020年7月4日、Gz PRESS）
- 競これ 競泳水着これくしょん 西永彩奈 vol.01①（2020年7月14日、デジタル出版）
- 競これ 競泳水着これくしょん 西永彩奈 vol.01②（2020年7月14日、デジタル出版）
- 競これ 競泳水着これくしょん 西永彩奈 vol.02①（2020年7月14日、デジタル出版）
- 競これ 競泳水着これくしょん 西永彩奈 vol.02②（2020年7月14日、デジタル出版）
- Gz PRESS デジタル写真集 No.244 西永彩奈（2020年7月18日、Gz PRESS）
- Gz PRESS デジタル写真集 No.251 西永彩奈（2020年8月7日、Gz PRESS）
- Gz PRESS デジタル写真集 No.257 西永彩奈（2020年8月28日、Gz PRESS）
- Gz PRESS デジタル写真集 No.267 西永彩奈（2020年10月2日、Gz PRESS）
- Gz PRESS デジタル写真集 No.275 西永彩奈（2020年10月16日、Gz PRESS）
- 競これ 競泳水着これくしょん 西永彩奈 vol.03①（2021年1月27日、デジタル出版）
- 競これ 競泳水着これくしょん 西永彩奈 vol.03②（2021年1月27日、デジタル出版）
- 競これ 競泳水着これくしょん 西永彩奈 vol.04①（2021年1月27日、デジタル出版）
- 競これ 競泳水着これくしょん 西永彩奈 vol.04②（2021年1月27日、デジタル出版）
- あやなタイツ（2021年1月27日、CreamEdit）
- 東京23区少女 墨田区x西永彩奈（2021年2月24日、Far East Publishing、撮影：安藤青太）
- イケナイコト（2021年4月21日、双葉社、撮影：十条アラタ）
- 東京23区少女 千代田区x西永彩奈（2021年4月26日、Far East Publishing、撮影：安藤青太）
- ラブポップグラビア 西永彩奈 Vol.01（2021年4月27日、ラブポップ）
- ラブポップグラビア 西永彩奈 Vol.02（2021年4月27日、ラブポップ）
- ラブポップグラビア 西永彩奈 Vol.03（2021年6月16日、ラブポップ）
- ラブポップグラビア 西永彩奈 Vol.04（2021年7月7日、ラブポップ）
- 西永彩奈 幼気（2021年9月27日、少年画報社、撮影：イワタ）
- 競これ 競泳水着これくしょん 西永彩奈 vol.05①（2022年3月23日、デジタル出版）
- 競これ 競泳水着これくしょん 西永彩奈 vol.05②（2022年3月23日、デジタル出版）
- 競これ 競泳水着これくしょん 西永彩奈 vol.06①（2022年3月23日、デジタル出版）
- 競これ 競泳水着これくしょん 西永彩奈 vol.06②（2022年3月23日、デジタル出版）
- 競これ 競泳水着これくしょん 西永彩奈 vol.07①（2022年3月23日、デジタル出版）
- 競これ 競泳水着これくしょん 西永彩奈 vol.07②（2022年3月23日、デジタル出版）
- 西永彩奈 AYANA MODE Flash of love （2022年3月25日、CielazurLivres）
- 西永彩奈 私服＆ニット＆パンスト（2022年4月15日、グラビア学園）
- 西永彩奈 レオタード＆競泳水着（2022年4月15日、グラビア学園）
- 西永彩奈 ねこ耳ボレロ＆ストッキング（2022年4月15日、グラビア学園）
- 西永彩奈 自撮り写真集 03（2022年4月15日、グラビア学園）
- 制これ OL制服これくしょん 西永彩奈 vol.01①（2022年5月26日、デジタル出版）
- 制これ OL制服これくしょん 西永彩奈 vol.01②（2022年5月26日、デジタル出版）
- 制これ OL制服これくしょん 西永彩奈 vol.01①（2022年5月26日、デジタル出版）
- 制これ OL制服これくしょん 西永彩奈 vol.01②（2022年5月26日、デジタル出版）
- 西永彩奈 デジタル写真集 幼気（2022年8月8日、少年画報社、撮影：イワタ）
- 西永彩奈「僕のプリンセス」 ギルドデジタル写真集（2022年9月16日、ギルド）
- 西永彩奈　あやっちょコンプリート!!3（2022年9月22日、グラビア学園）
- 西永彩奈写真集「これが私の生きる道。」（2022年10月31日、週刊プレイボーイ、撮影：栗山秀作）
- 『世界の終わりと、夏の旅』西永彩奈写真集（2022年11月16日、Far East Publishing、撮影：安藤青太）
- 競これ 競泳水着これくしょん 西永彩奈 vol.08①（2022年12月24日、デジタル出版）
- 競これ 競泳水着これくしょん 西永彩奈 vol.08②（2022年12月24日、デジタル出版）
- 競これ 競泳水着これくしょん 西永彩奈 vol.09①（2022年12月24日、デジタル出版）
- 競これ 競泳水着これくしょん 西永彩奈 vol.09②（2022年12月24日、デジタル出版）
- この距離感。 西永彩奈（2023年1月27日、プレステージ出版、撮影：早川達也）
- 西永彩奈　Complete Box（2023年3月1日、ラブポップ）
- 西永彩奈「ちっぱいらぶ♥」 ギルドデジタル写真集（2023年4月6日、ギルド）
- ラブポップグラビア 西永彩奈 Vol.05（2023年6月16日、ラブポップ）
- BEST SCENE Part1 AYANA Cream: 西永彩奈ベストショット写真集（2023年6月30日、CreamEdit）
- BEST SCENE Part2 AYANA Cream: 西永彩奈ベストショット写真集（2023年6月30日、CreamEdit）
- 西永彩奈「あやなブルー」 ギルドデジタル写真集（2023年8月2日、ギルド）
- 西永彩奈「最愛の人」 ギルドデジタル写真集（2023年8月2日、ギルド）
- 西永彩奈「ひとめぼれ」 ギルドデジタル写真集（2023年8月2日、ギルド）
- ラブポップグラビア 西永彩奈 Vol.06（2023年8月4日、ラブポップ）
- ラブポップグラビア 西永彩奈 Vol.07（2023年9月8日、ラブポップ）
- 競これ 競泳水着これくしょん 西永彩奈 vol.10①（2023年10月19日、デジタル出版）
- 競これ 競泳水着これくしょん 西永彩奈 vol.10②（2023年10月19日、デジタル出版）
- 競これ 競泳水着これくしょん 西永彩奈 vol.11①（2023年10月19日、デジタル出版）
- 競これ 競泳水着これくしょん 西永彩奈 vol.11②（2023年10月19日、デジタル出版）
- ラブポップグラビア 西永彩奈 Vol.08（2023年10月20日、ラブポップ）
- 競これ 競泳水着これくしょん 西永彩奈 番外編①（2023年10月22日、デジタル出版）
- 競これ 競泳水着これくしょん 西永彩奈 番外編②（2023年10月22日、デジタル出版）
- 競これ 競泳水着これくしょん 西永彩奈 番外編③（2023年10月22日、デジタル出版）
- ラブポップグラビア 西永彩奈 Vol.09（2023年12月1日、ラブポップ）
- 曼珠沙華 西永彩奈写真集（2023年12月1日、ビビットキャスト、 撮影：杉吉ゆうじ）
- ヒガンバナが咲いた頃 西永彩奈写真集（2023年12月10日、ビビットキャスト、 撮影：杉吉ゆうじ）
- 西永彩奈「Kiss You」（2024年3月21日、エー・ビー・エンターテイメント）

### CD-ROM写真集
- Ayana Stripes（2016年12月30日、クリーム）
- 四月物語（2017年5月5日、クリーム）
- 海と彩奈の物語（2017年5月5日、クリーム）
- クリーム学園コレクション01（2017年12月30日、クリーム）
- クリーム学園コレクション02（2017年12月30日、クリーム）

### DVD写真集
- 競これ 競泳水着これくしょん 西永彩奈 vol.01（2020年3月10日、デジタル出版）
- 競これ 競泳水着これくしょん 西永彩奈 vol.02（2020年3月10日、デジタル出版）
- 競これ 競泳水着これくしょん 西永彩奈 vol.03（2021年1月28日、デジタル出版）
- 競これ 競泳水着これくしょん 西永彩奈 vol.04（2021年1月28日、デジタル出版）
- 競これ 競泳水着これくしょん 西永彩奈 vol.05（2021年10月9日、デジタル出版）
- 競これ 競泳水着これくしょん 西永彩奈 vol.06（2021年10月9日、デジタル出版）
- 競これ 競泳水着これくしょん 西永彩奈 vol.07（2021年10月9日、デジタル出版）
- 制これ OL制服これくしょん 西永彩奈 vol.01（2022年5月26日、デジタル出版）
- 制これ OL制服これくしょん 西永彩奈 vol.02（2022年5月26日、デジタル出版）
- 競これ 競泳水着これくしょん 西永彩奈 vol.08（2022年12月24日、デジタル出版）
- 競これ 競泳水着これくしょん 西永彩奈 vol.09（2022年12月24日、デジタル出版）
- 競これ 競泳水着これくしょん 西永彩奈 vol.10（2023年10月20日、デジタル出版）
- 競これ 競泳水着これくしょん 西永彩奈 vol.11（2023年10月20日、デジタル出版）

## 出演

### テレビ
- マジックトレジャー for you!（2010年3月、スカパー!エンタ!371）
- 秋葉系アイドルチャンネル#9 （2011年11月11日、BS11）
- キリウリ＄アイドル（TOKYO MX）
- イカロスの瞳
- エスエス（TOKYO MX）
- 底々グラドルの上々上等～崖っぷち脱出大作戦
- 全力坂（2020年1月6日・8日、テレビ朝日）
- 虹色探偵団（2021年8月3日、千葉テレビ）
- メディウムダイバー（2021年10月2日、テレビ埼玉）
- グラドル向上委員会（仮）#10（2021年11月15日、BSスカパー!）
- ゴッドタン（2023年3月26日 、テレビ東京）- 第11回ネタギリッシュNIGHT[127]

### 映画
- ノースポンサード（2010年1月4日公開、ブロッサムレポート）
- 奇妙で奇怪な怪神話（2014年10月3日公開） - 主演
- アニメ女子外伝（2019年1月5日公開）
- トラップ・ガール（2021年2月12日公開）

### 舞台
- 劇団UTY「東京シェアリング」（2013年6月7日 - 9日、劇場HOPE）
- 踊るOH!遊戯（2013年7月11日 - 15日、横浜相鉄本多劇場）
- シズ☆ゲキ「進め！春川女子高校」（2015年3月4日 - 8日、池袋シアターkASSAI）
- バースデーハッピーズ（2015年4月3日 - 5日、千本桜ホール）
- シズ☆ゲキ「進め！春川女子高校2～ハルジョの七不思議～」（2015年7月9日、池袋シアターKASSAI）- ゲスト出演
- シズ☆ゲキ「ストライド」（2016年7月6日、築地本願寺ブティストホール）- ゲスト出演

### ミュージックビデオ
- 山田あさひ 「Stardom」（2023年11月7日公開）[128]

### ラジオ
- 美人座☆Break アメリカ村アイドル（2009年9月11日、Kiss-FM KOBE）
- 好きにしゃべって（2016年6月11日、レインボータウンFM）
- 東京カワイイステーション（2016年12月20日、FM FUJI）
- サンスポGoGoクイーンRADIO（2020年1月3日、ニッポン放送）
- 鶴光の噂のゴールデンリクエスト（2020年12月10日、ニッポン放送）
- インスタントジョンソン・じゃいのサンデーちゃん！（2021年7月18日・25日・8月1日・8日、市川うららFM）
- すきラジ（2021年8月12日、渋谷クロスFM）
- 激刊!ふじ（2022年2月15日、渋谷クロスFM）
- よゐこ有野のノーギャラジオ（2022年3月5日、MBSラジオ）[129]

### 雑誌
Cream
- Cream 2010年10月号（ワイレア出版）
- Cream 2012年12月号（ワイレア出版）
- Cream 2013年10月号（ワイレア出版）
- Cream 2014年4月号（ワイレア出版）
- Cream 2014年6月号（ワイレア出版）
- Cream 2014年8月号（ワイレア出版）
- Cream 2014年10月号（ワイレア出版）
- Cream 2014年12月号（ワイレア出版）
- Cream 2015年2月号（ワイレア出版）
- Cream 2015年4月号（メディアックス）
- Cream 2015年6月号（メディアックス）
- Cream 2015年8月号（メディアックス）
- Cream 2015年10月号（メディアックス）
- Cream 2015年12月号（メディアックス）
- Cream 2016年2月号（メディアックス）
- Cream 2016年4月号（メディアックス）
- Cream 2016年6月号（メディアックス）
- Cream 2016年8月号（メディアックス）
- Cream 2016年10月号（メディアックス）
- Cream 2016年12月号（メディアックス）
- Cream 2017年2月号（メディアックス）
- Cream 2017年4月号（メディアックス）
- Cream 2017年6月号（メディアックス）
- Cream 2017年8月号（メディアックス）
- Cream 2017年10月号（メディアックス）
- Cream 2017年12月号（メディアックス）
- Cream 2018年2月号（メディアックス）
- Cream 2018年4月号（メディアックス）
- Cream 2018年8月号（メディアックス）
- Cream 2018年10月号（メディアックス）
- Cream 2019年8月号（メディアックス）
- Cream 2019年10月号（メディアックス）
- Cream 2019年12月号（メディアックス）
- Cream 2020年2月号（メディアックス）
- Cream 2020年8月号（メディアックス）
- Cream 2021年2月号（メディアックス）
- Cream 2021年4月号（メディアックス）
- Cream 2021年6月号（メディアックス）
- Cream 2021年10月号（メディアックス）
- Cream 2021年12月号（メディアックス）
- Cream 2022年2月号（メディアックス）
- Cream 2022年4月号（メディアックス）
- Cream 2022年6月号（メディアックス）
- Cream 2022年8月号（メディアックス）
- Cream 2022年10月号（メディアックス）
- Cream 2022年12月号（メディアックス）
- Cream 2023年2月号（メディアックス）
- Cream 2023年4月号（メディアックス）
- Cream 2023年6月号（メディアックス）
- Cream 2023年8月号（メディアックス）
- Cream 2023年10月号（メディアックス）
- Cream 2023年12月号（メディアックス）
- Cream 2024年2月号（メディアックス）
- Cream 2024年4月号（メディアックス）
- Cream 2024年6月号（メディアックス）
- Cream 2024年8月号（メディアックス）
- Cream 2024年10月号（メディアックス）

Cream以外
- 週刊SPA! 「どるばこ」2009年11月3日号（扶桑社）
- スコラ 2010年7月号（2010年5月25日、スコラマガジン社）
- Chu-Boh チューボー vol.32（2009年8月3日、海王社）
- Chu-Boh チューボー vol.33（2009年10月3日、海王社）
- Chu-Boh チューボー vol.34（2009年12月2日、海王社）
- Chu-Boh チューボー vol.35（2010年2月6日、海王社）
- Chu-Boh チューボー vol.38（2010年8月3日、海王社）
- Chu-Boh チューボー vol.42（2011年4月3日、海王社）
- moecco vol.35 モエッコ（2012年1月25日、マイウェイ出版）
- moecco vol.36 モエッコ（2012年3月25日、マイウェイ出版）
- 月刊HiVi「女神のホームシアター」2013年3月号
- DVDヨロシク！ 2013年3月号（三和出版） - 表紙巻頭グラビア
- 電子版週刊アスキー No.1239（2019年7月16日、角川アスキー総合研究所）
- 電子版週刊アスキー No.1257（2019年11月19日、角川アスキー総合研究所）
- 電子版週刊アスキー No.1285（2020年6月2日、角川アスキー総合研究所）
- 実話BUNKA超タブー 2020年11月号（コアマガジン）
- 月刊キスカ 2020年11月号（竹書房）- 巻末グラビア
- ナックルズ極ベスト vol.31（2021年3月15日、大洋図書）
- 電子版週刊アスキー No.1328（2021年3月30日、角川アスキー総合研究所）
- 週刊大衆 2021年4月12日号（双葉社）- 袋とじグラビア
- 週刊アサヒ芸能増刊 2021年5月12日号（徳間書店）
- 金のEX DVD vol.2（2021年5月18日、大洋図書）
- 電子版週刊アスキー No.1336（2021年5月25日、角川アスキー総合研究所）
- 週刊FLASH 2021年6月1日号（光文社）
- 電子版週刊アスキー No.1341（2021年6月29日、角川アスキー総合研究所)
- 実話BUNKA超タブー 2021年7月号（コアマガジン）
- フォトテクニックデジタル 2021年7月号（玄光社）
- 金のEX DVD vol.3（2021年8月17日、大洋図書）
- ヤングキング 2021年9月20日号（少年画報社）- 巻頭グラビア
- 週刊アサヒ芸能 2021年9月30日号（徳間書店）- パブグラビア
- 金のEX DVD vol.6（2022年2月17日、大洋図書）
- グラドル・ザ・ベストDX VOL.5（2022年2月21日、マイウェイ出版）- パブグラビア
- 電子版週刊アスキー No.1368（2022年1月4日、角川アスキー総合研究所)
- エキサイティングマックス! 2022年4月号（楽楽出版）- パブグラビア
- 週刊アサヒ芸能 2022年9月8日号（徳間書店）- パブグラビア
- MEN’S DVD 2022年11月号（2022年9月29日、三和出版）- グラビア
- 週刊プレイボーイ 2022年11月14日号（集英社）- 巻末グラビア
- 金のEX DVD DX（2023年1月18日、大洋図書）
- 電子版週刊アスキー No.1423（2023年1月24日、角川アスキー総合研究所)
- 週刊実話 2023年2月23日号（日本ジャーナル出版）
- 金のEX DVD vol.12（2023年2月20日、大洋図書）- パブグラビア
- 金のEX DVD vol.13（2023年4月19日、大洋図書）- 連載
- 金のEX DVD vol.14（2023年6月19日、大洋図書）- 連載
- 金のEX DVD vol.15（2023年8月21日、大洋図書）- 連載
- 金のEX DVD DX vol.2（2023年9月13日、大洋図書）- パブグラビア
- MEN’S DVD 2023年11月号（2023年9月29日、三和出版）- グラビア
- 金のEX DVD vol.16（2023年10月19日、大洋図書）- 連載
- 金のEX DVD vol.17（2023年12月18日、大洋図書）- 連載
- 金のEX DVD vol.18（2024年2月17日、大洋図書）- 連載

### 書籍
- DVD付!女の子をかわいく撮る108の方法MarkII（2010年3月2日発売）増田賢一著／ぶんか社
- 原寸大おっぱい図鑑（2017年8月2日、写真:須崎祐次、一迅社）[130] - Aカップ代表
- イラストレーターが考えた女子高生ポーズ集（2018年3月30日、ホビージャパン）
- スーパー・ポーズブック 萌えるパンツ図鑑（2024年1月26日、コスミック出版、撮影：安藤青太）

### 新聞
- 夕刊フジ「アキバコスプレアイドル図鑑」（2009年11月3日付／11月2日発売）産業経済新聞社

### フリーペーパー
- 岡山美少女図鑑 vol.1（2009年6月29日発行）
- ドカント 2014年8月号 (2014年7月16日、有限会社デジタルスタイル)

### スマホゲームアプリ
- マヂヤミ彼女Ⅱ（2021年6月23日、Mio Yamazaki）

### ネット
- 「AKIBANIK公開打ち上げ」（2009年5月5日、 Akiba.TV）
- はちみつスカッシュの「酸いも甘いも」（＠TV秋葉原）
- 東京まっくす土曜日「あいぽけっと」
- 西永彩奈の生主☆生米☆生卵（2013年6月13日、ニコニコ生放送）
- ニコ生ホラー「ひとりかくれんぼ＆こっくりさん」　（2014年8月2日、ニコニコ生放送）
- キリウリ＄アイドル スピンオフ～DVD発売記念SP～（2014年9月25日、アメスタ）
- アイドルスピリット！（2015年6月18日、WALLOP放送局）
- アンパカTV
- 月刊”IDOL PL@ちゃんねる”
- 気ままにパピヨン

### ユニット活動
- Lips-Party（卒業）
- はちみつスカッシュ（卒業）
- We-Z-u（解散）
- にしたか（仮）（解散）
- Nicedice （休止中）
- Bety（卒業）